# Jean-Marc Lefebvre
Jean-Marc Lefebvre est un artisan relieur et poète québécois.

## Biographie
Jean-Marc Lefebvre est un artisan relieur, poète québécois.
Il occupe également le poste d'agent de sécurité dans le hall d'entrée de l'édifice du journal Métro.
En poésie, il fait paraître plusieurs titres aux Éditions du Noroît, soit Le chemin des vocables (1997), La tentation des armures (2001), Les ombres lasses (2005) ainsi que Illuminer les cendres (2012),,,. Son œuvre nous ouvre à « une métaphysique du quotidien, où le langage a pour fonction de produire une pure présence ».

## Œuvres

### Poésie
- Sous les décombres, suivi de, Le battement de l'aube, Montréal, J-M. Lefebvre, 1993, 148 p. (ISBN 2-9803797-0-0)
- Le chemin des vocables, avec des tableaux de Marcel Saint-Pierre, Montréal, Éditions du Noroît, 1997, 71 p. (ISBN 2-89018-379-3)
- La tentation des armures, Montréal, Éditions du Noroît, 2001, 77 p. (ISBN 2-89018-477-3)
- Les ombres lasses, Montréal, Éditions du Noroît, 2005, 72 p. (ISBN 2-89018-554-0)
- Illuminer les cendres, Montréal, Éditions du Noroît, 2012, 77 p. (ISBN 9782890187559)